# Achirus mucuri
Achirus mucuri är en fiskart som beskrevs av Ramos, Ramos och Paulo Roberto Duarte Lopes 2009. Achirus mucuri ingår i släktet Achirus och familjen Achiridae. Inga underarter finns listade i Catalogue of Life.